# 鈴木雄二 (政治家)

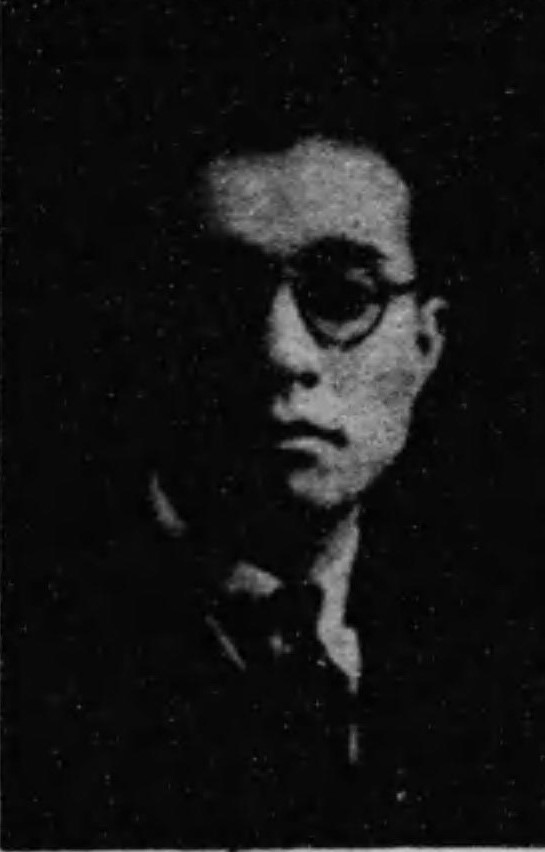
鈴木雄二

鈴木 雄二（すずき ゆうじ、1909年9月12日 - 没年不明）は、日本の政治家。日本社会党衆議院議員（1期）。

## 経歴
東京市芝区神谷町（現・東京都港区虎ノ門）出身。上智大学で学ぶ。小田原水産興業(株)に入り、同社員となり、取締役となる。相海漁業経営組合、神奈川県水産業会各理事、相洋水産化学研究所理事長、青年民主政治研究会顧問、(株)小田原魚市場社長を歴任する。
1946年の第22回衆議院議員総選挙で神奈川県から諸派で立候補したが落選。1947年の第23回衆議院議員総選挙において神奈川3区から日本社会党公認で立候補して当選。1949年の第24回衆議院議員総選挙で落選した。